# Fútbol en Ecuador
El fútbol o balompié es el deporte más popular en el Ecuador. La organización más importante a cargo de regular esta disciplina es la Federación Ecuatoriana de Fútbol, fundada hace 100 años, el 30 de mayo de 1925 (con el nombre de Federación Deportiva Nacional del Ecuador). Se afilió a la FIFA en 1926 y a la Conmebol un año más tarde. Su desarrollo futbolístico lo sitúa en la tercera línea mundial histórica.
Actualmente está estructurado en las siguientes divisiones: Serie A, Serie B, Segunda Categoría y el Campeonato de Reservas, abarcando un total de 68 equipos. Además se disputan torneos de juveniles y a nivel femenino.

## Historia
La práctica del deporte era muy limitado en Ecuador hasta finales del siglo XIX, y particularmente el fútbol era desconocido en el país. El guayaquileño Juan Alfredo Wright, y su hermano Roberto, quienes residían en Inglaterra y luego formaron parte del club peruano Unión Cricket de Lima, volvieron a Guayaquil a mediados de 1899, con lo cual se incentivó a varios jóvenes aficionados a la práctica del fútbol en el país. Aunque al principio, el fútbol tuvo que competir con otros deportes que asimismo iniciaban su actividad en Ecuador, fue gracias a la llegada de Manuel Seminario Sáenz de Tejada en 1907, que se consolidaría su práctica en Guayaquil. Él convenció al Club Sport Guayaquil para reiniciar sus actividades, al igual que al Club Sport Ecuador. Convenció a los jóvenes que formaban dos pequeños clubes, el 24 de Mayo y el Abdón Calderón para que se fusionaran y fundaran el Club Sport Unión. A instancias suyas, los estudiantes del Colegio Nacional Vicente Rocafuerte se agrupaban en el recién fundado Club Sport Vicente Rocafuerte; también se formó el Club Universitario, integrado por estudiantes de Medicina y Derecho aficionados al fútbol de la Universidad de Guayaquil, siendo esta la primera institución deportiva que nacía en el seno de una entidad universitaria y que en años posteriores se replicaría en todo el Ecuador. También logró que la Armada Nacional patrocinara la fundación del equipo Libertador Bolívar formado por artilleros del cazatorpedero del mismo nombre.
Si bien el fútbol fue una novedad traía por los aristócratas de la urbe porteña, se popularizó entre las masas, siendo así que los principales clubes de la época fueron fundados por gremios, sindicatos y jóvenes entusiastas, así pues, el Club Sport Patria nació en el año de 1906 por un grupo de jóvenes del barrio de la Atarazana, inicialmente se hacían llamar simplemente como "Guayaquil", pero dos años más tarde se reunieron una vez más, pero esta vez decidieron crear un club deportivo propiamente dicho; naciendo el Patria el 18 de septiembre de 1908. Una fundación similar tuvo la Asociación Deportiva Nueve de Octubre, fundada el 25 de agosto de 1912. Debido a la falta de escenarios deportivos en esos tiempos, Agustín Febres-Cordero Tyler, uno de los fundadores del Patria, declaró como los primeros campos de juego las propias calles de Guayaquil, algunas de éstas en la actualidad son calles muy importantes para la ciudad, como la Avenida 9 de octubre. Es así que Guayaquil fue la cuna del fútbol ecuatoriano, pues desde ahí se fue dando a conocer al resto del país. La primera expansión se dio hacia Quito, pues en 1906, se funda el Sport Club Quito, el decano del fútbol capitalino. En ese mismo año llegó el ferrocarril Trasandino a Quito, que ayudó a promover más el deporte, especialmente entre Quito y Guayaquil.
La actividad llegó a Quito con el nombre de “foot-ball” en 1906, en plena Revolución Liberal, comandada por el general Eloy Alfaro.
Así lo narra Jorge Ribadeneira Araujo en su libro Tiempos Idos, que resalta que para la época, los ingleses, quienes normaron el deporte (17 reglas), ya realizaban sus campeonatos de Liga desde la última décadas del siglo XIX.
Ese país exportó, por ser una potencia mundial, el fútbol a través de los trabajadores de sus empresas mineras, de transporte e industrias.
Fernando Carrión, catedrático de la Facultad Latinoamericana de Ciencias Sociales (Flacso), dice que el deporte llegó primero al sur (Argentina, Uruguay y Brasil). “Llegaron varios deportes con las élites y a Ecuador arribó desde Perú. La familia Wright trajo a Guayaquil desde Lima una pelota de origen inglés (junto con las normas del juego), a fines del siglo XIX”.
Ribadeneira hace hincapié en que el “foot-ball” inglés arribó al país en maletas y en la mente de los jóvenes hijos de los cacaoteros (costeños) o hacendados (serranos) que viajaban a Europa a estudiar o a divertirse.
Tras llegar hasta el puerto, apareció en Quito, en las calles del barrio San Sebastián, donde los jóvenes llevaban “de un lado a otro una especie de redonda —un ‘ishpapuro’ (vejiga de animal) envuelto en trapos— en medio del gusto, y a veces de la rabia, de los vecinos”, cuenta Ribadeneira en su libro.
Carrión dice que existe esa probabilidad de rechazo por parte de los vecinos, “porque había juegos históricos en la Sierra y, de pronto, viene algo externo como el fútbol y generó un conflicto”.
Eduardo Vásconez, quien escribió El fútbol de Pichincha, hechos y partidos históricos, confirma que ese deporte tuvo un lento crecimiento debido a las características del país y a los escasos niveles de desarrollo.
En Tiempos Idos se afirma que noviembre de 1908 es una fecha histórica para el fútbol quiteño, pues un grupo de jóvenes fundó el primer equipo de la ciudad: Sport Club Quito. En ese mismo año llegó el ferrocarril, que ayudó a promover más el deporte, especialmente entre Quito y Guayaquil.
Con la formación del Sport Club Quito se abrió la necesidad de adecuar un espacio que sirviera como cancha y ese lugar fue el parque El Ejido que, para ese entonces, “estaba lejos del centro”.
Por aquellas épocas, la ciudad tenía pocos vehículos, por lo que algunos jugadores debían trasladarse al parque en “coche, carreta y caballo”. Quienes no podían movilizarse usaban —como cancha de fútbol— los terrenos del sanatorio (hospital San Juan de Dios); y en ocasiones de “mayor importancia”, El Ejido.
De esos primeros partidos en la capital se convirtieron en ídolos figuras como Alfonso Terán, Leonidas ‘chino’ Anda y Luis ‘berraco’ Encalada, jugador de Gladiador, equipo que fue fundado tiempo después.
Debido a que no todos podían practicar fútbol, los fundadores del Sport Club Quito realizaban encuentros amistosos cuando dividían al equipo y en otras instancias jugaban con soldados y oficiales de las guarniciones militares.
El fútbol, pasión de pocos
Según los registros sobre la disciplina deportiva, el sábado 10 de agosto de 1912 constituye otra fecha histórica, ya que se disputó el primer partido entre equipos de 2 regiones: el Sport Club Quito, que invitó a su casa al Guayaquil Sport,  cayó ante este elenco 0-4.
Ese cotejo se desarrolló en El Ejido. Según varios periódicos de la época, el partido contó con gran acogida a pesar de que 7 meses antes, cerca del campo de juego se había producido un hecho trágico: la inmolación de los Alfaro. “La gente quería ver foot-ball”, describe el libro Tiempos Idos. Sin embargo, Carrión insiste en que el fútbol —para esa época— no tuvo tanta popularidad y “era un deporte de élite”.
El investigador de la Flacso apunta que la disciplina entró al Cono Sur con los trabajadores de las fábricas. Un ejemplo fue Rosario Central (Argentina), equipo en el que jugaban solo empleados de la empresa de ferrocarriles. “En cambio, en el Ecuador fue adoptado por las instituciones del momento, entre ellas los colegios y las universidades, como la Central”.
Por tal motivo surgieron más clubes como: América, salido del colegio San Gabriel; Libertad, que nació en 1913; Olmedo del Colegio Mejía; Gladiador en 1918; Libertador y Gimnástico, en 1925.
Con la llegada de estos equipos y otros más surgió la necesidad de crear un estadio. Es así como nace en 1948 el estadio del Arbolito, que albergó grandes clásicos capitalinos, tiempo después.
El 8 de agosto de 1908, Seminario había conseguido que el Municipio de Guayaquil habilitara canchas de futbol en la Plaza del Progreso (hoy Parque Chile), La Atarazana, el antiguo hipódromo, la Plaza Victoria y el Jockey Club, siendo estas, las primeras canchas de fútbol del Ecuador, las cuales fueron las protagonistas de los primeros torneos amateur de Guayaquil. El 19 de agosto del mismo mes el directorio del ADE dictaminó que el primer equipo de fútbol debute el domingo 23, a las 8 a. m.. en la Plaza del Progreso frente al equipo del Libertador Bolívar, partido que el ADE ganó 2 a 1. Luego del partido el directorio de ADE se reunió y acordó elegir un terreno amplio y adecuado previo apoyo de la Municipalidad de Guayaquil el establecimiento de un campo deportivo público, el sitio escogido fue el antiguo Hipódromo.
El 17 de septiembre de 1908 el Comité 18 de Septiembre, institución que se dedicaba a solemnizar la fecha de independencia de Chile en la urbe guayauileña, había donado una copa para celebrar las fiestas de dicho país, en lo que sería el primer torneo de fútbol amateur de la ciudad. En la Plaza Abdón Calderón se celebraron los encuentros en la mañana del 18 de septiembre. El Libertador Bolívar ganó 1 a 0 al ADE mientras que el Unión fue derrotado por el C.S. Guayaquil con el mismo marcador. En la tarde se jugó la final entre C.S. Guayaquil y Libertador siendo vencedor el primero por un marcador de 2 a 0. El 28 de septiembre de se hizo público que la Municipalidad de Guayaquil había acordado celebra la primera edición ded la Copa Municipal, encomendando la organización de dicho torneo a la Asociación de Empleados. El torneo sería ganado por el C.S. Guayaquil equipo que venció 2 a 0 al C.S. Ecuador en la cancha del Jockey Club.
El 6 de mayo de 1911 se fundó la Liga Deportiva Guayaquil, siendo esta la primera entidad multideportiva del Ecuador, para mayo de 1912 ya había organizado su primer torneo de fútbol, mientras Manuel Seminario tomó la iniciativa de realizar los primeros cotejos interprovinciales entre los clubes de Guayaquil y Quito. Seminario había nombrado a un representante para que hiciera contacto con el Club Sport Quito. El diario La Prensa de Quito señaló que el 24 de mayo se daría el primer choque "regional", para celebrar el centenario de la Batalla de Pichincha, pero el encuentro que tuvo que esperar hasta el 10 de agosto, aniversario del Primer grito de Independencia. Aprovechando ese lapso de tiempo se decidió realizar encuentros eliminatorios entre clubes guayaquileños. Finalmente el Club Sport Guayaquil sería el ganador de la eliminatoria para representar al futbol guayaquileño. El histórico partido se jugó en la cancha de El Ejido, que culminó con una victoria del C.S. Guayaquil por 4 a 0. 
Se pactó un nuevo encuentro que se desarrollaría en por las festividades de la independencia de Guayaquil, en el antiguo hipódromo al sur de la ciudad. El 12 de octubre de 1912 a las 8 de la mañana comenzó el juego ante 6000 aficionados, porteños y capitalinos empataron sin goles en lo que fue una gran fiesta deportiva. Terminado el juego ambas delegaciones se dirigieron al Hotel Guayaquil donde después de brindarse una copa de champaña se sirvieron un suculento almuerzo criollo. Terminado el ágape Manuel Seminario entregó a Rafael de la Torre, presidente del C.S Quito, una copa de plata que había sido donada por la Municipalidad de Guayaquil. Una invitación a la fábrica de cerveza de Eduardo Gallardo y un banquete en el Club de la Unión cerraron las celebraciones de los primeros encuentros de fútbol "inter city" como lo llamó un diario de la época.
A fines de julio de 1915, ante la desaparición de la Liga Deportiva Guayaquil, Seminario propuso la fundación de la Asociación de Football, entidad que tenía como fin organizar los campeonatos de fútbol en la ciudad. A su fundación concurrieron varios clubes entre ellos el Club Nacional que se alzaría con el campeonato de ese año derrotando por 3 a 0 al C.S Unión. En 1916 el Club Nacional revalidó su título conseguido el año anterior derrotando al C.S Oriente. Desde 1918 a 1920 no se realizaron campeonatos debido a la desaparición de la Asociación. Dando paso a la creación de la Liga Ecuador entidad a la que se habían integrado varios clubes entre ellos el Club Sport Norte América. Los encuentros se los disputaba en canchas de tierra de la Plaza La Concordia (hoy piscina olímpica).
El futbol ecuatoriano continuó expandiéndose a otras ciudades, en 1915 nace el primer club de Manabí, el Manta Sport Club, mientras en el Ingenio Valdez de Milagro, se fundó un club con el nombre de su propietario: Enrique Valdez Concha. En Ambato, el 31 de agosto de 1915 es fundado el América Sporting Club, mientras en Riobamba, son fundados varios clubes, aunque de efímera existencia, siendo el Centro Deportivo Olmedo, cuyos orígenes se dicen que son anteriores a 1916, el único que ha sobrevivido de aquella época. En 1921 se organizó un triangular entre el Centenario, Club Sport Norte América y los marinos del buque inglés Cambrian, quienes obsequian un escudo para que sea entregado como trofeo en Ecuador, naciendo la disputa del famoso Escudo Cambrian, torneo que se juega entre 1923 y 1931. 

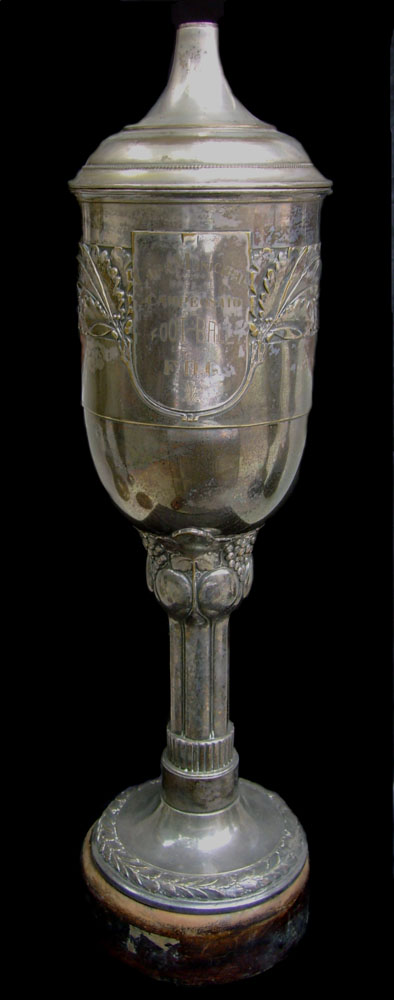
Trofeo del Campeonato Amateur de Guayaquil.

Para 1922 el deporte en Guayaquil había alcanzado un importante desarrollo pues se practicaban casi todos los deportes y existía al menos un centenar de clubes en las diversas ramas deportivas. Sin embargo la ausencia de entes del voluntariado deportivo se notó más cuando el 15 de junio de 1922 el El Telégrafo publicó una nota periodística en la que se señalaba que el profesor Franz Kopper, un alemán que trabajaba en Quito, estaba empeñado en que Ecuador concurra a los Juegos Olímpicos de Brasil que no era otra cosa que unos Juegos Internacionales Latinoamericanos por el centenario de independencia de ese país, que el Comité Olímpico Internacional había resuelto poner bajo su patrocinio. Ante esta situación, surgió la inquietud de formar en Guayaquil una Federación que agrupara a todos los deportes y pusiera en manos del voluntariado deportivo la dirección de esta actividad, como sucedía en todos los países del mundo. A la cabeza de este movimiento se encontraba Manuel Seminario, quien había iniciado contactos con dirigentes deportivos franceses para consultarlos sobre las formas mejores de organización deportiva, fue así como nació la Federación Deportiva Guayaquil, el 25 de julio de 1922, que vio la luz en las instalaciones de la Asociación de Empleados. Además se crea el primer torneo oficial del fútbol ecuatoriano, la Liga de Guayaquil; en la primera edición de torneo jugaron 14 equipos y el campeón fue el Racing Club. En la capital, la Concentración Deportiva de Pichincha también creó su propio torneo, la Copa de Quito, cuyo primer ganador fue el S.D. Gladiador. En 1924 la Federación Deportiva Guayaquil cambia de nombre a Federación Deportiva del Guayas ampliando su rango de acción con miras a la constitución de la Federación Deportiva Nacional del Ecuador.
Hasta ese entonces, los campeonatos y encuentros deportivos eran realizados en precarias condiciones, en canchas con tribunas improvisadas; la Federación Deportiva Guayaquil, con el dinero obtenido por la primera edición de la Liga de Guayaquil, habilitó una cancha de tierra y levantó una rústica tribuna, dando nacimiento a la cancha de Puerto Duarte, posteriormente conocido como estadio Ramón Unamuno, inaugurado el 24 de septiembre de 1922, el cual pasó a ser el principal escenario del fútbol guayaquileño, durante varias décadas. Fue allí donde se habían realizado los torneos de 1922 y 1923. El 8 de octubre de 1923 se aprobó por parte del Concejo Municipal de Guayaquil la creación de la Junta Deportiva Municipal para cuyo efecto el Municipio destina cien mil metros cuadrados de terreno en la parte de la ciudad denominada Puerto Duarte sobre el lado oeste del estero del mismo nombre; los terrenos eran los mismos en los que ya se asentaba la cancha de la Federación Deportiva Guayaquil. Se obtuvo un préstamo del Banco Territorial para lograr la construcción de un estadio en dicho campo, se procedió a aplanar en mayo de 1924 la sarteneja dejada por el invierno y a edificar una tribuna de madera más amplia y consistente de la que ya existía. Fue así como el 8 de octubre de aquel año se reinauguró el lugar, llamado entonces Campo Deportivo Municipal, el primero con pista de estadio que tenía Guayaquil, con un partido entre las selecciones de Guayaquil y Ambato que iban a participar en la segunda disputa del Escudo Cambrian que sería ganado por el elenco porteño por 1 a 0.

A fines de 1923, Manuel Seminario contactó de forma epistolar a Franz Reitchel, en Francia, quien ejercía las funciones de secretario del Comité Olímpico Internacional y de la Federación Francesa de Deportes Atléticos. La intención de Seminario al contactar a Reitchel fue para lograr la autorización para que Ecuador concurra a los Juegos Olímpicos de París, buscar asesoría para fundar una Federación Deportiva Nacional y conseguir la afiliación de Ecuador a la FIFA. De esta manera, se logró la inscripción de tres atletas ecuatorianos en los Juegos Olímpicos, los seleccionados viajaron a París y participaron en los Juegos mientras Seminario impulsaba y asesoraba a los dirigentes quiteños y riobambeños para fundar las respectivas federaciones provinciales. Debido a la influencia de Reitchel, se obtuvo la afiliación de la Federación Deportiva del Guayas a la FIFA el 10 de enero de 1925, mientras el 30 de mayo se fundó la Federación Deportiva Nacional del Ecuador, conocida por su acrónimo Fedenador. Fue entonces que la Federación Deportiva del Guayas cedió voluntariamente sus derechos y prerrogativas a la Fedenador en beneficio del deporte nacional, de modo que la afiliación oficial de la Federación Deportiva Nacional del Ecuador a la FIFA se efectuó el 4 de junio de 1926.
Aquel año, el Comité Olímpico Ecuatoriano organizó las Olimpíadas Nacionales en la ciudad de Riobamba, el cual introdujo al fútbol como disciplina, donde por primera vez se conformarían selecciones provinciales. La selección de la provincia anfitriona, Chimborazo, ganó el torneo forma invicta. Para la celebración de dicho evento fue construido el Estadio Olímpico Municipal (actualmente conocido como estadio Fernando Guerrero Guerrero), el cual sería el primer estadio olímpico del Ecuador. En 1927, Ecuador se afilia a la Confederación Sudamericana de Fútbol (CONMEBOL).
Entre 1940 y 1949 se disputan los primeros campeonatos nacionales de selecciones amateurs. En la siguiente década comienzan los campeonatos profesionales de balompié en el país, siendo el de Guayas el primero (1951), luego el de Pichincha (1953), y en 1957 a nivel nacional, a pesar de suspenderse en un par de años para retomarlos en 1960.
El 30 de junio de 1967 es fundada la Asociación Ecuatoriana de Fútbol. El 26 de mayo de 1978 se reforman los estatutos y se cambia el nombre de la institución a Federación Ecuatoriana de Fútbol.

## Fútbol de clubes

### Serie A
Esta división fue fundada en 1957, disputándose hasta ahora 59 títulos. Fue escogida como la 8° liga más fuerte de Sudamérica del siglo XXI y actualmente es la 15° a nivel mundial.
El equipo más laureado en este campeonato es el Barcelona Sporting Club, con 16 títulos. Le siguen Club Sport Emelec con 14, el Club Deportivo El Nacional,con 13, y Liga Deportiva Universitaria de Quito, con 13, los cuatro equipos con más torneos nacionales.
Barcelona y Emelec se enfrentan en el Clásico del Astillero, mientras que El Nacional y Liga de Quito se enfrentan en el Clásico Quiteño.

#### Historial
| Equipo           | 1.º | 2.º | 3.º | Temporadas campeón                                                                              | Temporadas subcampeón                                                               | Temporadas tercer lugar                                           |
| ---------------- | --- | --- | --- | ----------------------------------------------------------------------------------------------- | ----------------------------------------------------------------------------------- | ----------------------------------------------------------------- |
| Barcelona        | 16  | 13  | 9   | 1960, 1963, 1966, 1970, 1971, 1980, 1981, 1985, 1987, 1989, 1991, 1995, 1997, 2012, 2016, 2020. | 1957, 1962, 1968, 1982, 1986, 1990, 1992, 1993, 2002, 2003, 2005-A, 2014, 2022.     | 1965, 1967, 1972, 1973, 1983, 1994, 1996, 2018, 2023.             |
| Emelec           | 14  | 14  | 11  | 1957, 1961, 1965, 1972, 1979, 1988, 1993, 1994, 2001, 2002, 2013, 2014, 2015, 2017.             | 1960, 1963, 1966, 1967, 1970, 1989, 1996, 1998, 2006, 2010, 2011, 2012, 2016, 2018. | 1962, 1968, 1971, 1976, 1978, 1990, 1992, 1997, 1999, 2000, 2009. |
| El Nacional      | 13  | 7   | 7   | 1967, 1973, 1976, 1977, 1978, 1982, 1983, 1984, 1986, 1992, 1996, 2005-C, 2006.                 | 1964, 1972, 1974, 1994, 1999, 2000, 2001.                                           | 1981, 1991, 1993, 2002, 2003, 2013, 2016.                         |
| Liga de Quito    | 13  | 6   | 6   | 1969, 1974, 1975, 1990, 1998, 1999, 2003, 2005-A, 2007, 2010, 2018, 2023, 2024.                 | 1977, 1981, 2008, 2015, 2019, 2020.                                                 | 1964, 1984, 2004, 2005-C, 2006, 2012.                             |
| Deportivo Quito  | 5   | 3   | 5   | 1964, 1968, 2008, 2009, 2011.                                                                   | 1985, 1989, 1997.                                                                   | 1957, 1963, 1989, 2010, 2013.                                     |
| Deportivo Cuenca | 1   | 5   | 2   | 2004.                                                                                           | 1975, 1976, 2005-C, 2007, 2009.                                                     | 1974, 2008.                                                       |
| Independiente    | 1   | 1   | 5   | 2021.                                                                                           | 2013, 2023.                                                                         | 2014, 2015, 2017, 2020.                                           |
| Olmedo           | 1   | 1   | 2   | 2000.                                                                                           | 2004.                                                                               | 2001, 2000.                                                       |
| Delfín           | 1   | 1   |     | 2019.                                                                                           | 2017.                                                                               |                                                                   |
| Aucas            | 1   |     | 3   | 2022.                                                                                           |                                                                                     | 1969, 1975, 1998.                                                 |
| Everest          | 1   |     | 1   | 1962.                                                                                           |                                                                                     | 1961.                                                             |

### Serie B
Esta división fue fundada en 1971, teniendo desde ese año varias interrupciones y cambios, disputándose hasta ahora 41 ediciones. El equipo más ganador es Técnico Universitario, con 6 títulos cada uno. Su primer campeón fue el Macará y el último fue también Macará

### Competiciones oficiales internacionales
El más laureado en Ecuador es Liga Deportiva Universitaria con 5 títulos, seguido de los 3 logrados por Independiente del Valle. 
En total, los equipos ecuatorianos han ganado 9 títulos internacionales.
Títulos en las competiciones internacionales actuales:
- 1 Copa Libertadores (Liga Deportiva Universitaria)
- 4 Copas Sudamericanas (dos del Independiente del Valle, dos de Liga Deportiva Universitaria)
- 3 Recopas Sudamericana (dos de Liga Deportiva Universitaria, una del Independiente del Valle)

Títulos en las competiciones internacionales extintas:
- 1 Copa Ganadores de Copa (Club Deportivo América)

#### Clubes con títulos oficiales en Ecuador
| Club | Club                    | Nacionales | Nacionales | Nacionales | Nacionales | Nacionales | Nacionales | Nacionales | Nacionales | Internacionales | Internacionales | Internacionales | Internacionales | Internacionales | Internacionales | Internacionales | Internacionales | Internacionales | Internacionales | Títulos | Títulos |
| Club | Club                    | PA         | PA         | PB         | PB         | CE         | CE         | SC         | SC         | CM              | CM              | RS              | RS              | CL              | CL              | CS              | CS              | OT              | OT              | Títulos | Títulos |
| Pos. | Nombre                  |            |            |            |            |            |            |            |            |                 |                 |                 |                 |                 |                 |                 |                 |                 |                 |         |         |
| ---- | ----------------------- | ---------- | ---------- | ---------- | ---------- | ---------- | ---------- | ---------- | ---------- | --------------- | --------------- | --------------- | --------------- | --------------- | --------------- | --------------- | --------------- | --------------- | --------------- | ------- | ------- |
| 1.   | Liga de Quito           | 13         | 6          | 2          | 1          | 1          | 0          | 3          | 0          | 0               | 1               | 2               | 1               | 1               | 0               | 2               | 1               | 0               | 1               | 22      | 10      |
| 2.   | Barcelona               | 16         | 13         | -          | -          | 0          | 1          | 0          | 1          | -               | -               | -               | -               | 0               | 2               | 0               | 0               | 0               | 0               | 16      | 17      |
| 3.   | El Nacional             | 13         | 7          | 1          | 0          | 2          | 0          | -          | -          | -               | -               | -               | -               | 0               | 0               | 0               | 0               | 0               | 1               | 15      | 8       |
| 4.   | Emelec                  | 14         | 15         | 1          | 0          | 0          | 0          | 0          | 1          | -               | -               | -               | -               | 0               | 0               | 0               | 0               | 0               | 1               | 14      | 17      |
| 5.   | Independiente del Valle | 1          | 2          | 0          | 1          | 1          | 0          | 1          | 0          | -               | -               | 1               | 1               | 0               | 1               | 2               | 0               | -               | -               | 6       | 4       |
| 6.   | Deportivo Quito         | 5          | 3          | 1          | 4          | 0          | 0          | -          | -          | -               | -               | -               | -               | 0               | 0               | 0               | 0               | -               | -               | 5       | 3       |
| 7.   | Everest                 | 1          | 0          | 0          | 1          | 0          | 0          | -          | -          | -               | -               | -               | -               | 0               | 0               | -               | -               | -               | -               | 1       | 0       |
| 8.   | Deportivo Cuenca        | 1          | 5          | 2          | 2          | 0          | 0          | -          | -          | -               | -               | -               | -               | 0               | 0               | 0               | 0               | 0               | 0               | 1       | 5       |
| 9.   | Delfín                  | 1          | 1          | 2          | 2          | 0          | 1          | 0          | 1          | -               | -               | -               | -               | 0               | 0               | 0               | 0               | -               | -               | 1       | 3       |
| 10.  | Olmedo                  | 1          | 1          | 3          | 1          | 0          | 0          | -          | -          | -               | -               | -               | -               | 0               | 0               | 0               | 0               | -               | -               | 1       | 1       |
| 11.  | Aucas                   | 1          | 0          | 3          | 3          | 0          | 0          | 0          | 1          | -               | -               | -               | -               | 0               | 0               | 0               | 0               | -               | -               | 1       | 1       |

|  | Los títulos y subtítulos de la Serie B no cuentan en el total de cada club ni por provincias. |

- : Subcampeón.

| - PA: Primera A - PB: Primera B - CE: Copa Ecuador - SC: Supercopa Ecuador | - CM: Copa Mundial de Clubes - RS: Recopa Sudamericana - CL: Copa Libertadores - CS: Copa Sudamericana - OT: Otros (incluye la Copa Merconorte) |

### Torneos femeninos

#### Clubes con títulos oficiales
| Club | Club                   | Nacionales | Nacionales | Internacionales | Internacionales | Títulos | Títulos |
| Club | Club                   | PA         | PA         | CL              | CL              | Títulos | Títulos |
| Pos. | Nombre                 |            |            |                 |                 |         |         |
| ---- | ---------------------- | ---------- | ---------- | --------------- | --------------- | ------- | ------- |
| 1.   | Unión Española         | 3          | 0          | 0               | 0               | 3       |         |
| 2.   | Deportivo Cuenca       | 2          | 0          | 0               | 0               | 2       |         |
| 3.   | Rocafuerte Fútbol Club | 2          | 0          | 0               | 0               | 2       |         |
| 4.   | Club Ñañas             | 1          | 4          | 0               | 0               | 1       |         |
| 5.   | El Nacional            | 1          | 0          | 0               | 0               | 1       |         |
| 6.   | Barcelona              | 1          | 0          | 0               | 0               | 1       |         |

- : Campeón.
- : Subcampeón.
- PA: Superliga Femenina.
- CL: Copa Libertadores.

## Estadios
Los 15 estadios más grandes del Ecuador:
| #   | Imagen | Estadio                                            | Ciudad                                                                                     | Provincia  | Aforo  | Inaug. | Equipos |
| --- | ------ | -------------------------------------------------- | ------------------------------------------------------------------------------------------ | ---------- | ------ | ------ | --- |
| 1.  |        | Monumental Banco Pichincha                         | Guayaquil                                                                                  | Guayas     | 59.283 | 1987   | Barcelona Sporting Club |
| 2.  |        | Modelo Alberto Spencer                             | Guayaquil                                                                                  | Guayas     | 42.000 | 1959   | Desocupado |
| 3.  |        | Rodrigo Paz Delgado                                | Quito                                                                                      | Pichincha  | 41.575 | 1997   | Liga Deportiva Universitaria y la Selección ecuatoriana de fútbol masculino                                                                     |
| 4.  |        | George Capwell                                     | Guayaquil                                                                                  | Guayas     | 40.000 | 1945   | Club Sport Emelec |
| 5.  |        | Olímpico Atahualpa                                 | Quito                                                                                      | Pichincha  | 35.258 | 1951   | Selección ecuatoriana de fútbol femenino, El Nacional, Universidad Católica, Cumbayá F. C., América de Quito, Cuniburo F. C. y Deportivo Quito. |
| 6.  |        | Jocay                                              | [[Archivo:\|class=notpageimage noviewer\|20x20px\|border\|Bandera de Manta]] Manta         | Manabí     | 22.000 | 1962   | Delfín S. C., Manta F. C., Juventud Italiana y Fijalán F. C.                                                                                    |
| 7.  |        | Cooprogreso Gonzalo Pozo Ripalda                   | Quito                                                                                      | Pichincha  | 18.799 | 1994   | Sociedad Deportiva Aucas |
| 8.  |        | Estadio Alejandro Serrano Aguilar Banco del Austro | Cuenca                                                                                     | Azuay      | 18.549 | 1945   | Deportivo Cuenca, Liga de Cuenca, Aviced F. C. y Estrella Roja.                                                                                 |
| 9.  |        | Olímpico de Ibarra                                 | [[Archivo:\|class=notpageimage noviewer\|20x20px\|border\|Bandera de Ibarra]] Ibarra       | Imbabura   | 17.260 | 1988   | Imbabura S. C., Deportivo Ibarra, La Cantera F.C., Independiente Ibarra y Santa Fe S.C.                                                         |
| 10. |        | Bellavista Universidad Indoamérica                 | Ambato                                                                                     | Tungurahua | 16.467 | 1945   | Macará y Técnico Universitario |
| 11. |        | 9 de Mayo                                          | Machala                                                                                    | El Oro     | 16.456 | 1955   | Orense S. C., Audaz Octubrino y Parma F. C. |
| 12. |        | Reales Tamarindos                                  | Portoviejo                                                                                 | Manabí     | 15.691 | 1970   | Liga de Portoviejo y Portoviejo F. C. |
| 13. |        | 7 de Octubre                                       | Quevedo                                                                                    | Los Ríos   | 15.200 | 1952   | Deportivo Quevedo y San Camilo |
| 14. |        | Fernando Guerrero Guerrero                         | Riobamba                                                                                   | Chimborazo | 14.400 | 1926   | Centro Deportivo Olmedo |
| 15. |        | La Cocha                                           | [[Archivo:\|class=notpageimage noviewer\|20x20px\|border\|Bandera de Latacunga]] Latacunga | Cotopaxi   | 14.220 | 1982   | C. S. Norte América, Panamericana y Universidad Técnica de Cotopaxi                                                                             |

## Fútbol de selecciones

### Selección absoluta
Es el equipo más representativo del país y está controlado por la Federación Ecuatoriana de Fútbol en las competiciones oficiales organizadas por la Confederación Sudamericana de Fútbol (CONMEBOL) y la Federación Internacional de Fútbol Asociación (FIFA), siendo su primer partido internacional el 8 de agosto de 1938 contra Bolivia, en Bogotá. La escuadra ecuatoriana es conocida a nivel nacional e internacional como La Tricolor o La Tri.
Su máximo logro en una copa internacional fue en la Korea Cup en 1995. Ecuador se coronó campeón invicto. En la fase de grupos fue primero, en la semifinal venció 2-1 a Costa Rica y en la final 1-0 a Zambia. A pesar de que este torneo no fue oficial, tuvo mucha historia, pese a ser amistoso. Ha participado en cuatro Copas Mundiales de Fútbol, 2002, 2006, 2014 y 2022.
Hasta la fecha, Ecuador ha disputado 514 partidos con equipos de todo el mundo (10 de octubre de 2017) . Ha ganado 148, empatado 128 y perdido 234. La Selección ha marcado 612 goles y ha recibido 817. El primer partido fue contra la Selección de Bolivia en Bogotá, el 8 de agosto de 1938.